# Newportia heteropoda
Newportia heteropoda är en mångfotingart som beskrevs av Chamberlin 1918. Newportia heteropoda ingår i släktet Newportia och familjen Scolopocryptopidae.
Artens utbredningsområde är Kuba. Inga underarter finns listade i Catalogue of Life.